# عملیات ونجنس
عملیات انتقام (به انگلیسی: Operation Vengeance) حملهٔ نیروهای آمریکایی به بمب‌افکن دریابد نیروی دریایی امپراتوری ژاپن، یاماموتو ایسوروکو در آوریل ۱۹۴۳ بود. این حمله طی لشکرکشی جزایر سلیمان در جبهه اقیانوس آرام جنگ جهانی دوم انجام شد. یاماموتو فرماندهٔ ناوگان ترکیبی ژاپن بود که با حملهٔ جنگنده‌های نیروی هوایی آمریکا، در جزیره بوگنویل کشته شد.
پس از حملهٔ یاماموتو به پایگاه دریایی ایالات متحده آمریکا، (حمله به پرل هاربر) و آغاز درگیری میان آمریکا و ژاپن، نیروهای آمریکایی تصمیم گرفتند به هر قیمتی که شده از شر یاماموتو راحت شوند. آن‌ها به سرعت، عملیاتی طراحی کردند و قرار بر این شد که ۱۸ جنگندهٔ پی-۳۸ لایتنینگ از اسکادران ۳۳۹ برای رهگیری و شکار هواپیمای حامل یاماموتو که یک بمب‌افکن دو موتوره مدل میتسوبیشی جی۴ به شمارهٔ T1-323 بود و به وسیلهٔ یک بمب‌افکن دیگر از همین نوع و ۶ جنگندهٔ میتسوبیشی زیرو اسکورت می‌شد به پرواز درآیند. این عملیات با نام عملیات انتقام در ۱۸ آوریل ۱۹۴۳ به اجرا درآمد.
در روز عملیات، پس از رهگیری هواپیماهای ژاپنی، ۴ جنگنده پی-۳۸ دو بمب‌افکن میتسوبیشی جی۴ را به رگبار بستند و ۱۴ جنگندهٔ دیگر به پوشش آنان پرداختند. طی این حمله هر دو بمب‌افکن ژاپنی سرنگون شدند و دریاسالار تاکانو نیز کشته شد.